# 莫科雷塔河

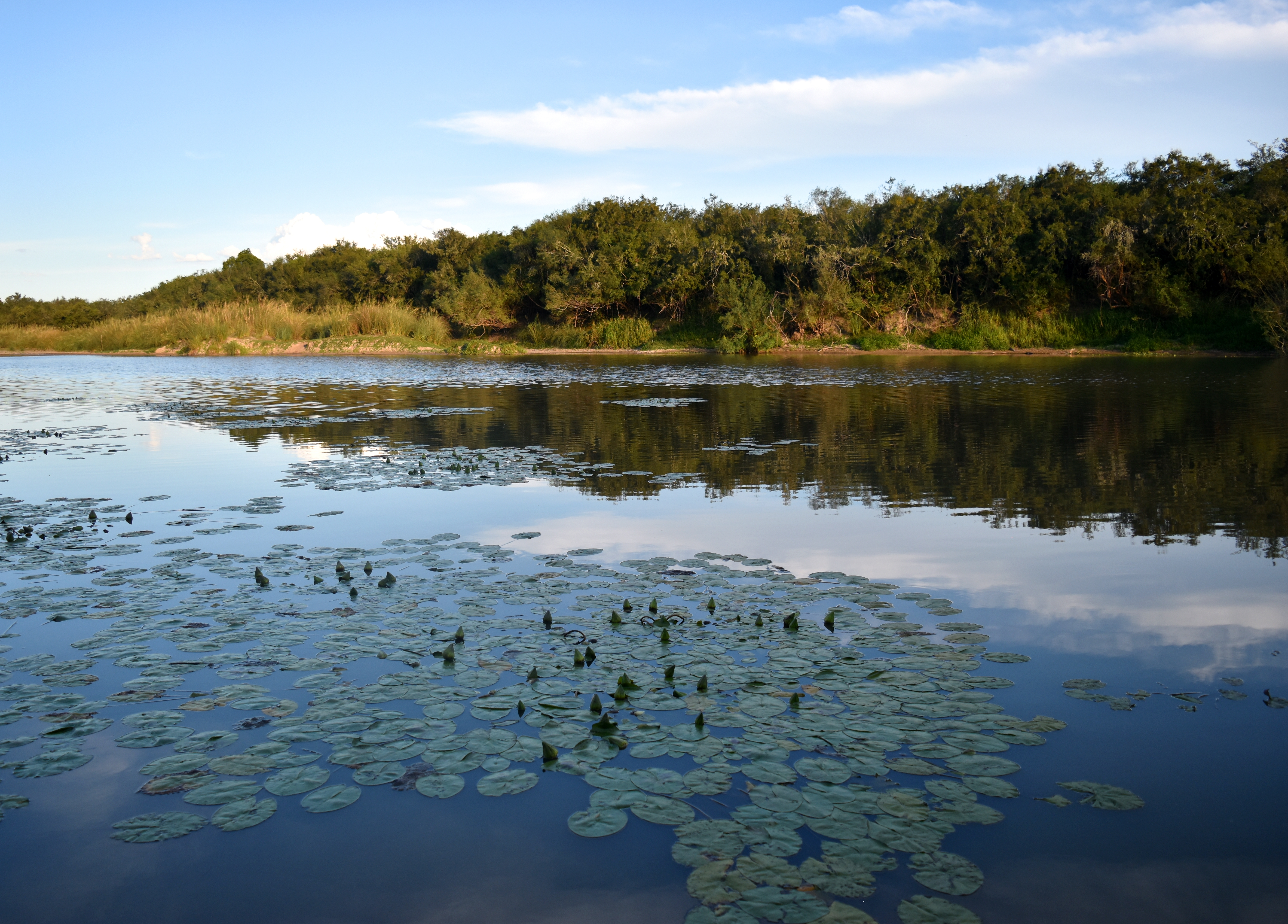
莫科雷塔河

莫科雷塔河（西班牙語：Río Mocoretá）是阿根廷的河流，位於該國東北部美索不達米亞地區，發源自庫魯蘇夸蒂亞以南的科連特斯省，河道全長150公里，集水區面積3,650平方公里。
30°43′S 57°49′W / 30.717°S 57.817°W